# Campionato serbo maschile di pallanuoto
Il campionato serbo maschile di pallanuoto è l'insieme dei tornei pallanuotistici maschili nazionali istituiti dalla Vaterpolo Savez Srbije, la federazione serba di pallanuoto, riservati a squadre di club.
Il campionato è stato disputato per la prima volta nel 2006, anno dello scioglimento della federazione serbo-montenegrina, ed è stato da allora dominato dal VK Partizan, vincitore di tutte le edizioni fino al 2013, anno in cui si afferma la Stella Rossa
Le prime due classificate della massima divisione disputano il torneo della Euro Interliga.

## Struttura dei campionati

### Prva A Liga
La Prva A Liga è la massima divisione del campionato serbo, nella quale si assegna il titolo di campione nazionale. Partecipano al torneo sei club, inseriti in un girone all'italiana. Al termine del girone le prime quattro classificate disputano le semifinali.

### Prva B Liga
La Prva B Liga è la seconda divisione del campionato. Partecipano al torneo 12 club inseriti in un unico girone.

## Albo d'oro
| Stagione | Vincitore                              | 2ºposto                                | 3ºposto                                |
| -------- | -------------------------------------- | -------------------------------------- | -------------------------------------- |
| 2007     | Partizan                               | Stella Rossa                           | Vojvodina                              |
| 2008     | Partizan                               | Stella Rossa                           | Vojvodina                              |
| 2009     | Partizan                               | Vojvodina                              | Niš                                    |
| 2010     | Partizan                               | Vojvodina                              | Beograd                                |
| 2011     | Partizan                               | Vojvodina                              | Stella Rossa                           |
| 2012     | Partizan                               | Stella Rossa                           | Vojvodina                              |
| 2013     | Stella Rossa                           | Radnički                               | Partizan                               |
| 2014     | Stella Rossa                           | Radnički                               | Partizan                               |
| 2015     | Partizan                               | Radnički                               | Stella Rossa                           |
| 2016     | Partizan                               | Stella Rossa                           | Radnički                               |
| 2017     | Partizan                               | Vojvodina                              | Stella Rossa                           |
| 2018     | Partizan                               | Stella Rossa                           | Šabac                                  |
| 2019     | Šabac                                  | Stella Rossa                           | Radnički                               |
| 2020     | non assegnato per Pandemia di COVID-19 | non assegnato per Pandemia di COVID-19 | non assegnato per Pandemia di COVID-19 |
| 2021     | Radnički                               | Novi Beograd                           | Stella Rossa                           |
| 2022     | Novi Beograd                           | Radnički                               | Partizan                               |
| 2023     | Novi Beograd                           | Stella Rossa                           | Radnički                               |
| 2024     | Novi Beograd                           | Radnički                               | Šabac                                  |
| 2025     | Radnički                               | Novi Beograd                           | Šabac                                  |

## Vittorie per squadra
| Squadra      | Titoli | Anni                                                             |
| ------------ | ------ | ---------------------------------------------------------------- |
| Partizan     | 10     | 2007, 2007-08, 2009, 2010, 2011, 2012, 2014-15, 2016, 2017, 2018 |
| Novi Beograd | 3      | 2022, 2023, 2024                                                 |
| Stella Rossa | 2      | 2013, 2014                                                       |
| Radnički     | 2      | 2021, 2025                                                       |
| Šabac        | 1      | 2019                                                             |